# 中島正純
中島 正純（なかじま まさずみ、1969年1月14日 - ）は、日本の政治家、犯罪・防犯ジャーナリスト、コメンテーター、コンサルタント。元大阪府警察刑事（最終階級：巡査長）。サンミュージック所属。日本国際学園大学客員教授。
衆議院議員（1期）、環境大臣政務官（野田第3次改造内閣）、国民新党国会対策委員長（第4代）、同副幹事長などを歴任。

## 来歴
京都府京都市伏見区生まれ。洛南高等学校、日本文理大学商経学部（現経営経済学部）卒業。1991年4月より大阪府警察巡査。大阪府警察本部警備部第二機動隊や刑事部捜査第二課に勤務した。
2004年に大阪府警察を退官すると、株式会社ベスト幸を設立。体育の家庭教師を派遣する事業に乗り出した。2007年8月には、株式会社C-TIMEコーポレーションを設立するとともに、防犯親子カフェ「コカトバジ」（現在は閉店）を運営。その一方で、『ちちんぷいぷい』（MBSテレビの情報番組）や、子供の防犯を啓発するテレビ番組のコメンテーターも務めていた。
2009年、第45回衆議院議員総選挙に民主党公認で大阪3区から出馬し、公明党の田端正広を破り初当選。2010年、中島が代表を務める民主党大阪府第三支部で約363万円の不透明な支出が発覚した。その後、同事務所は国庫への返金と修正を行った。同年9月、民主党に離党届を提出し、受理された。
2011年6月の菅内閣不信任決議（菅おろし）の採決では与党系無所属の議員でありながら賛成票を投じた。同年8月30日の衆議院本会議における内閣総理大臣指名選挙では、同じく無所属の鳩山邦夫に投票した（鳩山本人は自身に投票せず）。
同年10月、国民新党に入党。2012年2月15日、国民新党より次期衆議院議員総選挙において東京23区からの出馬が発表される。同年4月、国民新党国会対策委員長に就任。5月23日、国民新党は中島の選挙区を愛知6区に変更すると発表。同年10月、野田第3次改造内閣で環境大臣政務官に任命される。これに伴い国民新党国会対策委員長を辞任し（後任は平山泰朗）、新たに党副幹事長に就任。
2012年の第46回衆議院議員総選挙では、国民新党から比例九州ブロックに単独で出馬するも落選。落選後はコメンテーターに復帰したほか、防犯コンサルティングなどを務める。
2017年の第48回衆議院議員総選挙では、希望の党から北海道1区で出馬する意向と報じられていたが、出馬しなかった。

## 著書
- 『元刑事が教える子どもの安全新常識!』（KKベストセラーズ刊、2006年9月発売、ISBN 4584189579）